# 시모나 타바스코
시모나 타바스코(Simona Tabasco, 1994년 4월 5일 ~ )는 이탈리아의 배우이다.

## 출연 작품

### 영화
- 페레즈. (2014)
- 이매큘레이트 (2024) - 메리 역

### 텔레비전
- È arrivata la felicità (2015-18) - 눈지아 역
- Doc – Nelle tue mani (2020-) - 엘리사 루소 역
- 화이트 로투스 (2022) - 루시아 역